# Palacio Grassalkovich
El palacio Grassalkovich (en eslovaco, Grasalkovičov palác) es un palacio situado en Bratislava, Eslovaquia, y residencia del Presidente de Eslovaquia. Está situado en la plaza Hodžovo námestie, cerca del Palacio de Verano del Arzobispo.
Es un palacio de verano de estilos barroco tardío y rococó con un jardín francés. Fue construido en 1760 por el arquitecto Anton Mayerhofer para el Conde Antal Grassalkovich, un noble húngaro que era jefe de la Cámara Húngara (comparable a un ministerio de economía en el Reino de Hungría). Tiene una capilla que está decorada con frescos de Joseph von Pichler.
El edificio se convirtió en el centro de la vida musical barroca en Bratislava. Joseph Haydn estrenó aquí algunas de sus obras. El Conde Grassalkovich también tuvo su propia orquesta en la que intervenía como director Haydn, cedido por el Príncipe Esterházy. Fue Haydn quien dirigió la orquesta de la boda de la hija de María Teresa y Alberto de Sajonia-Teschen, entonces gobernador del Reino de Hungría (véase Castillo de Bratislava). Se dice que Ľudovít Štúr declaró por primera vez su amor a Adela Ostrolúcka durante un baile organizado por el archiduque Esteban Francisco Víctor, hijo del Palatino, José. Los últimos dueños del palacio antes del final de Austria-Hungría fueron el Archiduque Federico de Austria y su esposa Isabela de Croy-Dülmen.
Desde 1919 el palacio fue ocupado por el Comando Territorial Militar. Entre 1939 y 1945, el palacio fue adaptado por Emil Belluš y se convirtió en la sede del presidente de la Primera República Eslovaca, Jozef Tiso. Durante la época comunista (después de 1945) fue primero sede del Consejo de Comisionados (también llamado Cuerpo de Plenipotenciarios), que era un casi-gobierno de Eslovaquia dentro de Checoslovaquia. En 1950 el edificio se convirtió en la "Casa Klement Gottwald de Pioneros y Jóvenes" (Dom pionierov a mládeže Klementa Gottwalda), un centro de actividades para los niños de Bratislava, que entonces se llamaban pioneros. Los niños causaron importantes daños al palacio, y la restauración necesaria solo fue posible tras la caída del comunismo en 1989 con la Revolución de Terciopelo.
Tras su reconstrucción a mediados de la década de 1990, el 30 de septiembre de 1996 el palacio se convirtió en la residencia del Presidente de Eslovaquia. Sus jardines son en la actualidad un parque público con una estatua del compositor bratislavo Jan Nepomuk Hummel.

## Galería de imágenes

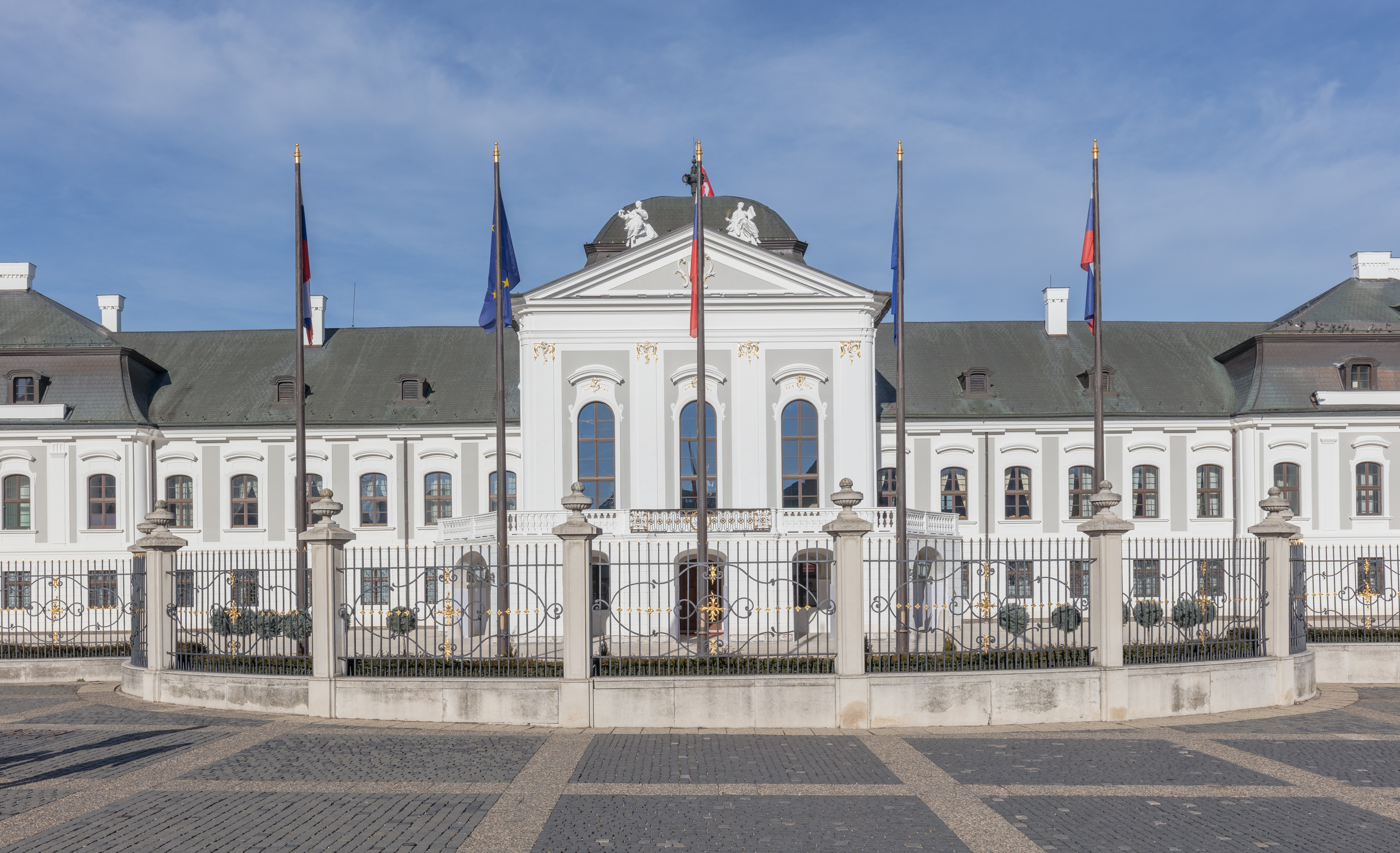
Fachada.
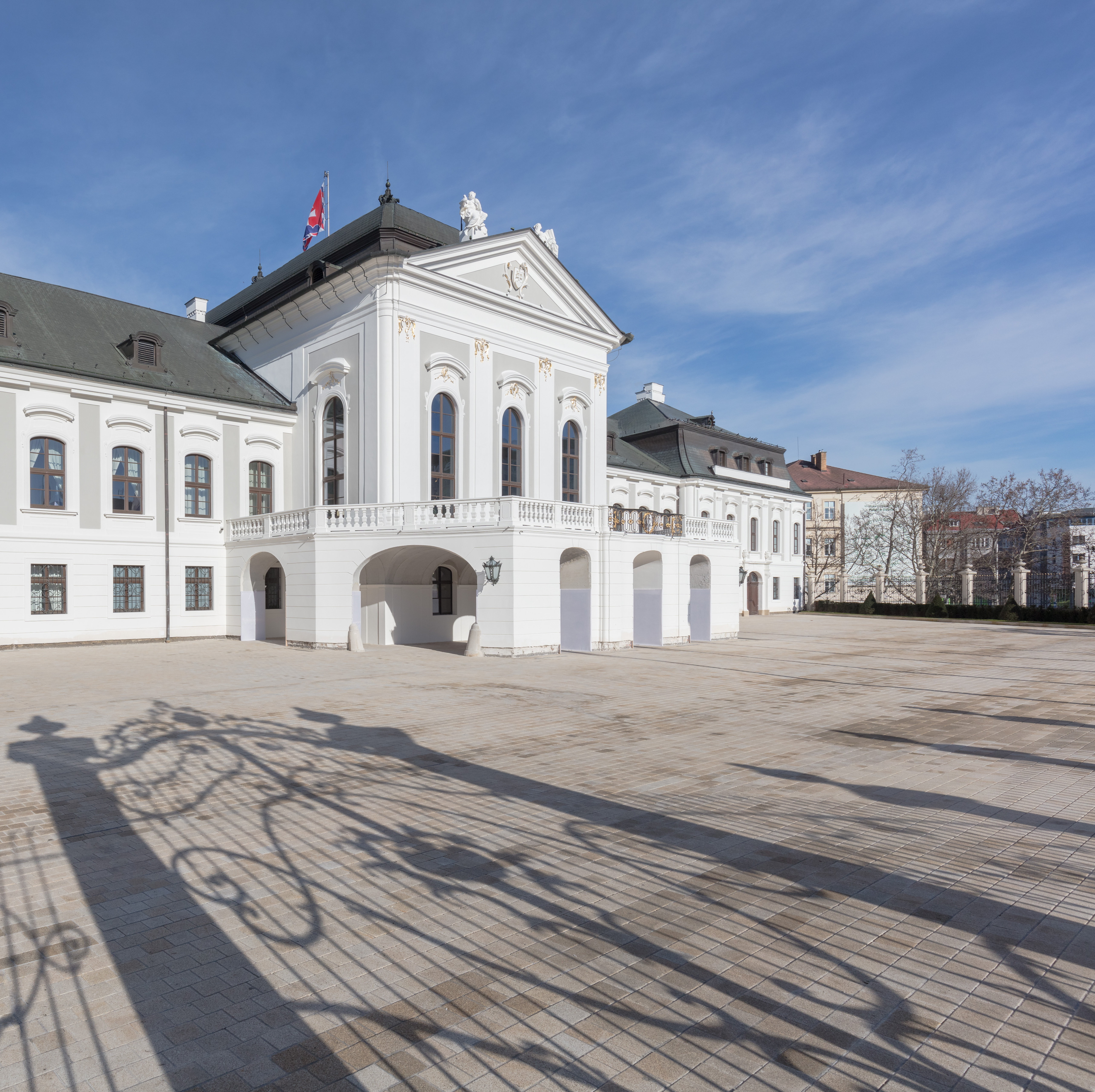
Juego de sombras.
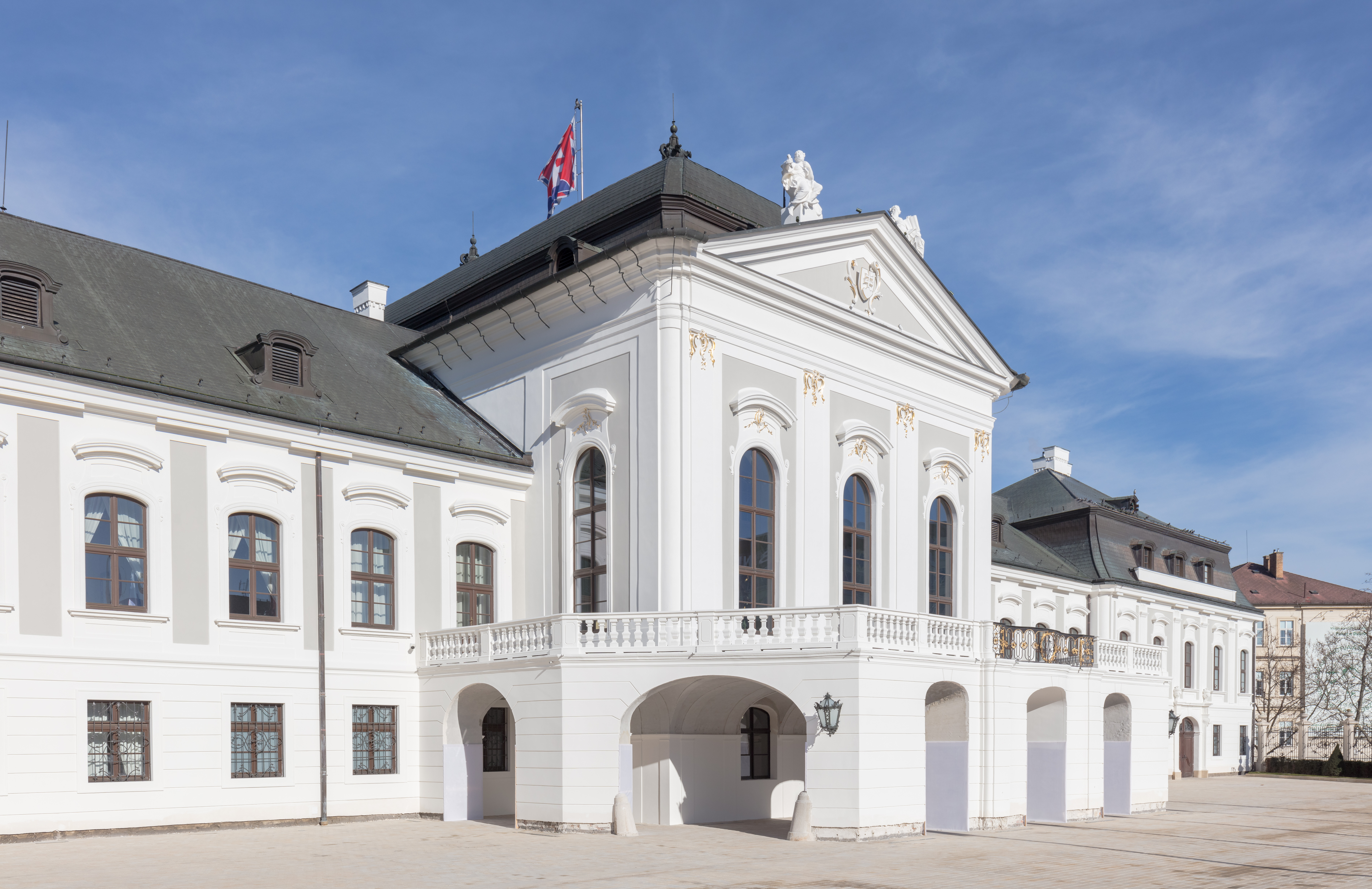
Entrada.
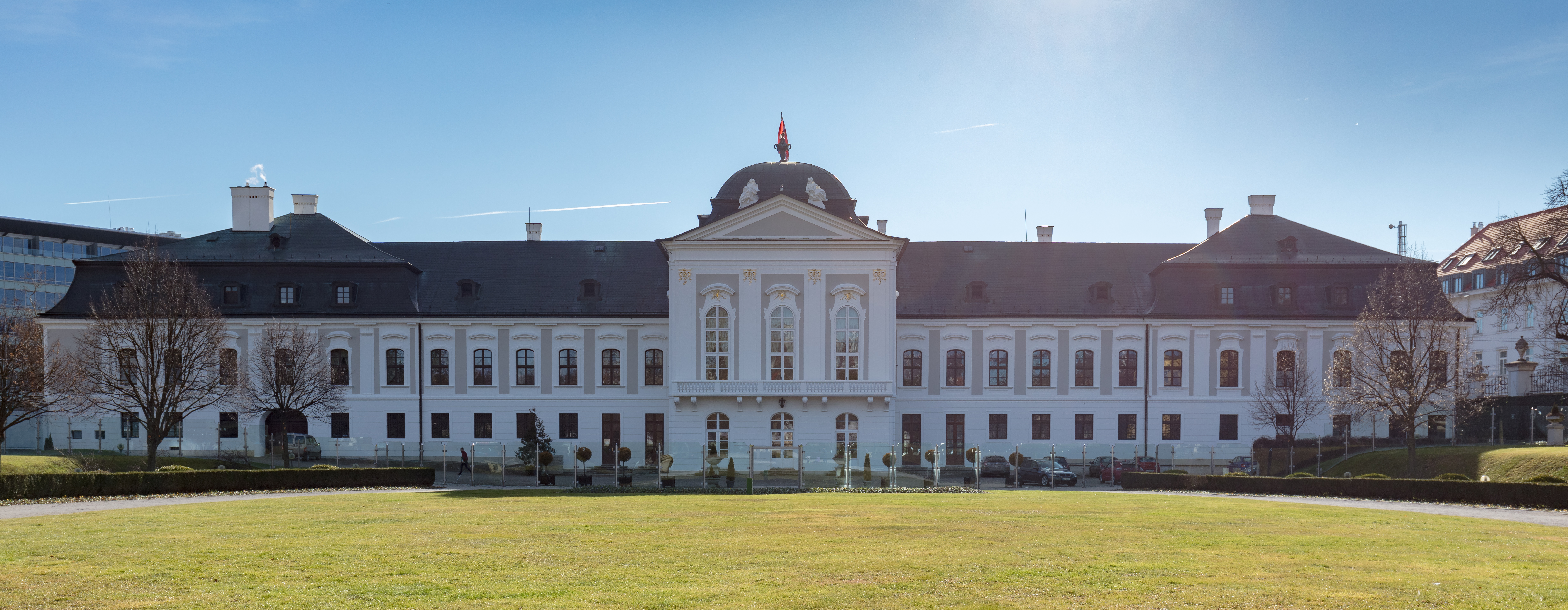
Vista posterior.
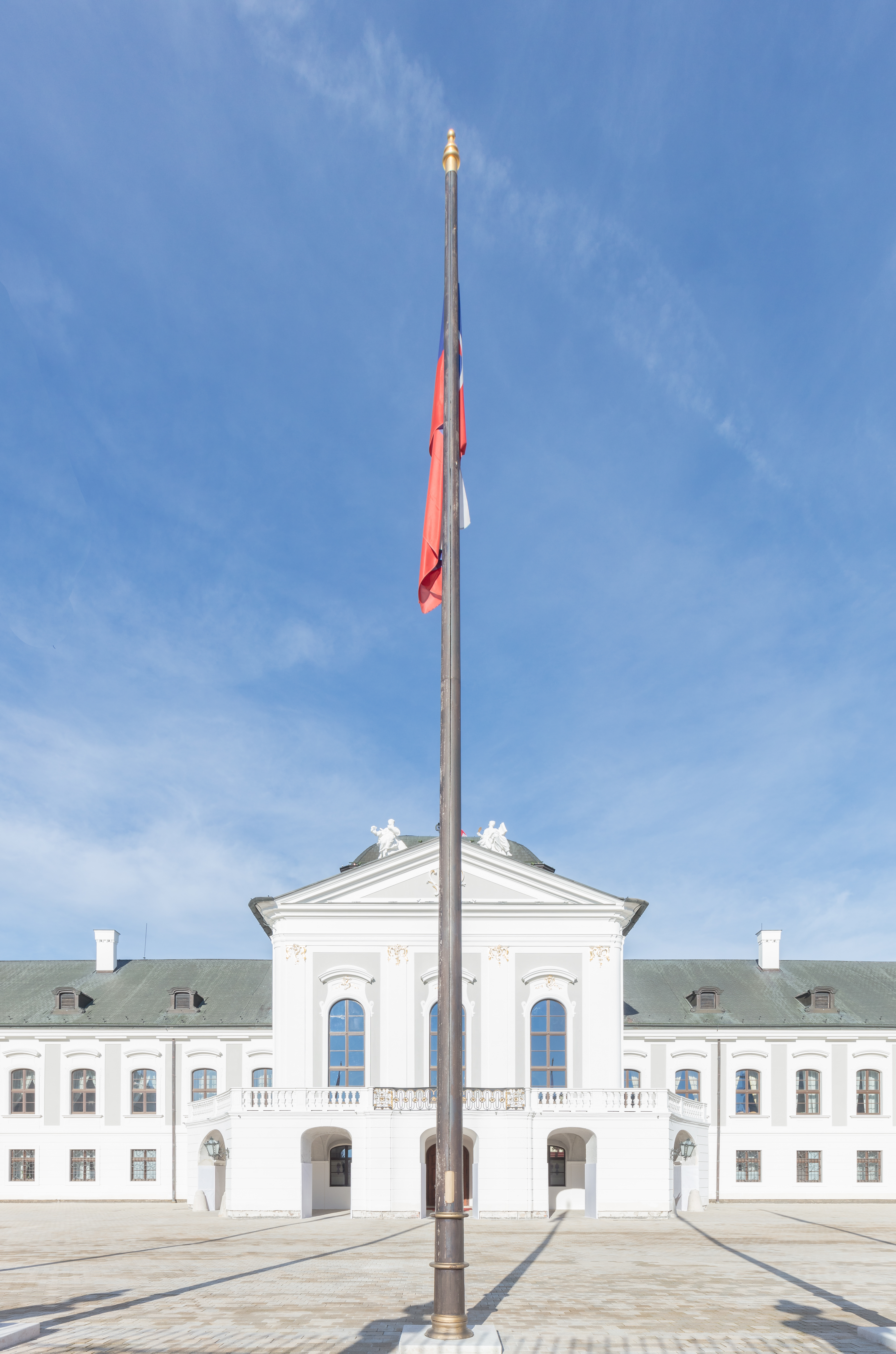
Bandera frente a la entrada.
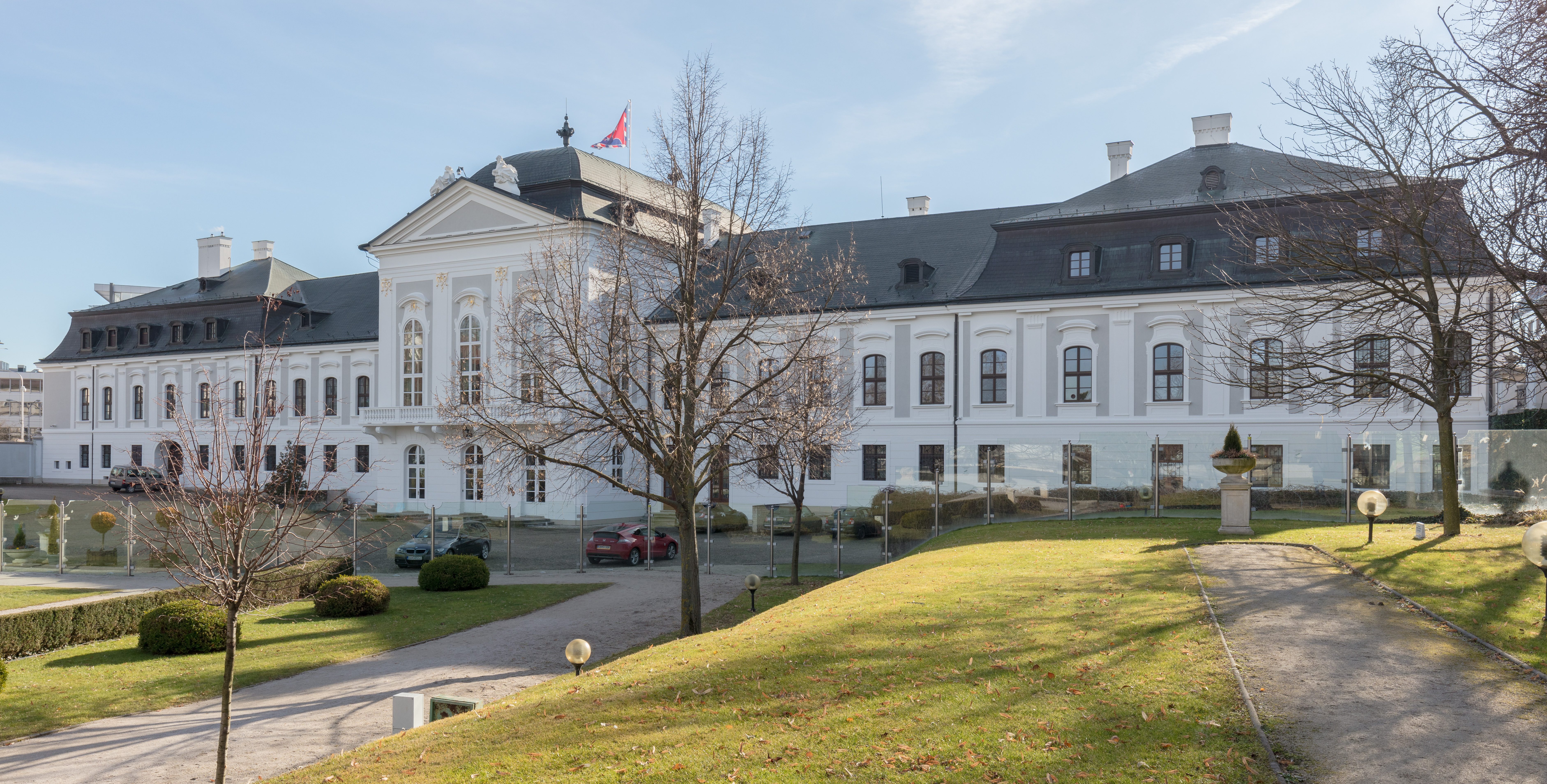
Vista posterior y parque.
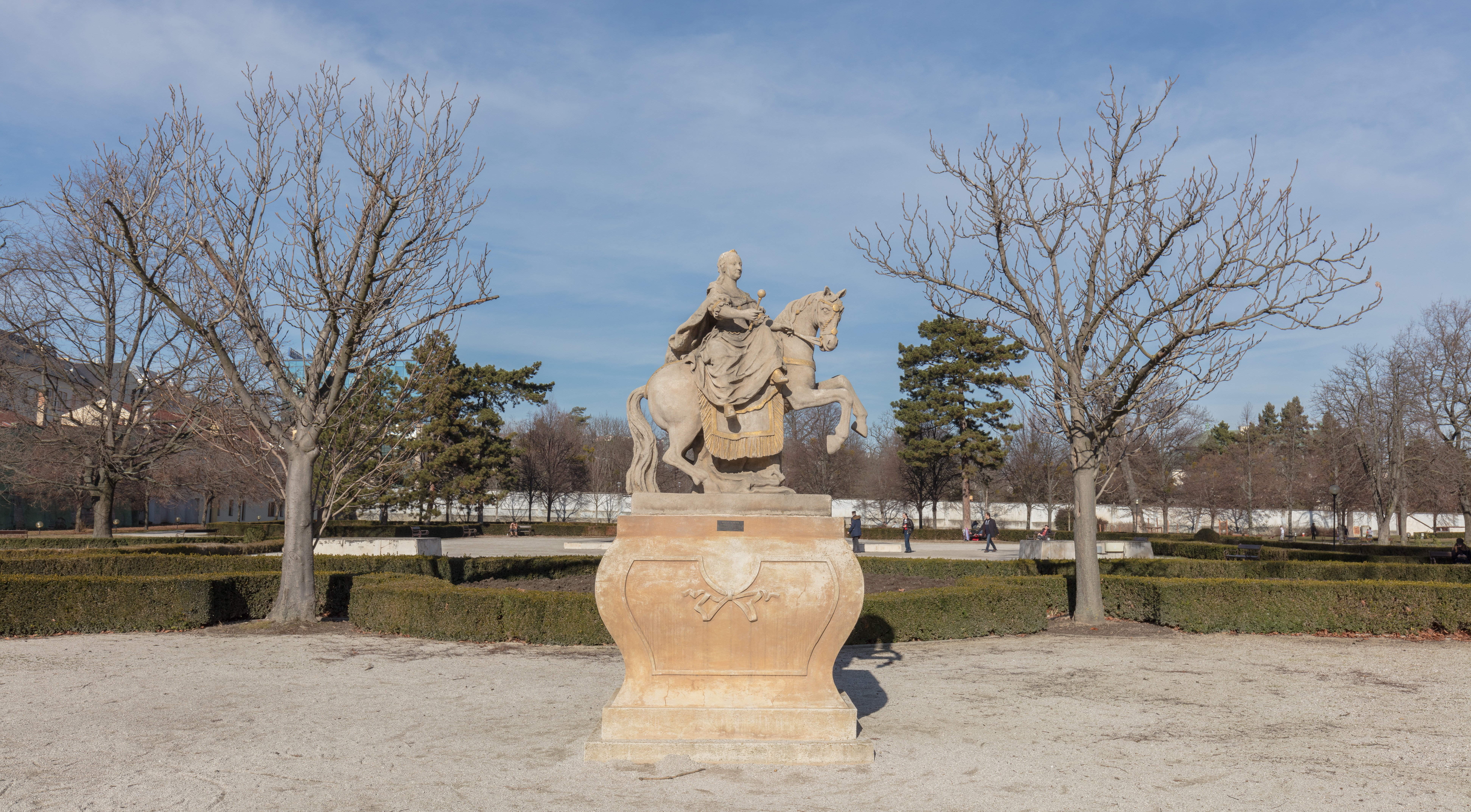
Estatua en el parque.
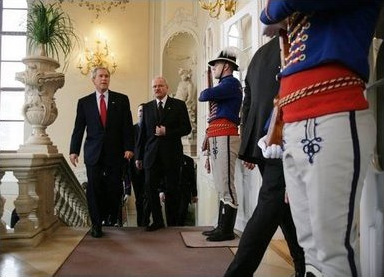
El Presidente de los Estados Unidos, George W. Bush, y su homólogo eslovaco, Ivan Gašparovič, en el palacio durante la Cumbre de Eslovaquia de 2005.